# Хронология города Самарканд
Ниже приводится хронология города Самарканд, Узбекистан.

## Ранняя история (до н.э.)
- VIII век до н. э. - основание городища Афрасиаб[1].
- 329 год до н. э. - город разграблен Александром Великим[2].
- 250-е-130-е годы до н. э. в составе Греко-Бактрии.

## Средние века
- 350-е-420 годы н. э. в составе государств хионитов и кидаритов.
- 420-563 годы в составе государства эфталитов.
- 712 год - город захвачен наместником Хорасана Кутейбой ибн Муслимом и вошёл в состав Арабского халифата[2][3].
- 751 год -  началось производство бумаги[4].
- 806 год - восстание под руководством Рафи ибн Лейса[5].
- 819 год - начало саманидского правления в Самарканде. Правителем был назначен Нух ибн Асад[6].
- 842 год - после смерти Нух ибн Асада правителями Самарканда становятся братья Нуха, Яхья ибн Асад и Ахмад ибн Асад[6].
- 864 год - после смерти Ахмад ибн Асада правителем становится его сын Наср I[6].
- 1040 год - Самарканд стал столицей государства Западных Караханидов.
- 1212 год - восстание Усмана в Самарканде
- 1365 год - восстание сарбадаров в Самарканде
- 1370 год - приход к власти Тимура со столицей государства в Самарканде
- 1429 год - построена Обсерватория Улугбека

## Примечание
1. ↑  Исамиддинов М. Х. К вопросу о возникновении древнего города на Афрасиабе // Роль Самарканда в истории мирового культурного развития. Материалы международного научного симпозиума, посвящённого 2750-летнему юбилею города Самарканда.. — Ташкент-Самарканд: Фан, 2007 год. — С. С.18-21.
2. 1 2  "Samarkand", Британника (11th ed.), New York, 1910
3. ↑  "История ат-Табари". Перевод с арабского В. И. Беляева, О. Г. Большакова, А. Б. Халидова Ташкент. Фан. 1987, с. 126—145
4. ↑  Dard Hunter. Papermaking: The History and Technique of an Ancient Craft. — New York: Dover Publications, INC, 1978. — С. 469.
5. ↑  Bosworth, C. E. (1995). "Rāfi' b. al-Layth b. Naṣr b. Sayyār". The Encyclopedia of Islam, New Edition, Volume VIII: Ned–Sam. Leiden and New York: BRILL. pp. 385–386.
6. 1 2 3  Frye, R.N. (1975). «The Sāmānids». In Frye, R.N. (ed.). The Cambridge History of Iran, Volume 4: From the Arab Invasion to the Saljuqs. Cambridge: Cambridge University Press. pp. 136—161.